# Matilde Ferrari
Matilde Ferrari (Borgo Virgilio, 10 aprile 1830 – Mantova, 10 marzo 1868) fu il primo amore di Ippolito Nievo, personaggio del suo romanzo giovanile Antiafrodisiaco per l'amor platonico, donna cui Nievo dedicò dei versi e una raccolta poetica.

## Biografia
Matilde Ferrari, seconda dei dieci figli di Ferdinando e di Maria Ballet, di origine francese (1808-1885), era nata a Parenza, una località vicina a Mantova e oggi compresa in Borgo Virgilio. È stata la prima donna amata da Ippolito Nievo e gli ha ispirato poesie e, immediatamente dopo la rottura dell'idillio, un romanzo satirico e una poesia ironica.
I dieci figli dei coniugi Ferrari erano, nell'ordine: Luigi, Matilde, Orsola, Elena, Arturo, Alessandro, Emilio, Arturo II, Daria (detta Pupé), Lavinia (detta Mimì). Luigi, esiliato da Mantova dopo il 1848, si trasferì a Parigi e poi in Messico, dove morì assassinato nel 1871; Orsola (1831-1915) - detta "Lina", pittrice - sposò nel 1856 Luigi Poma, fratello di Carlo Poma, uno dei martiri di Belfiore; Alessandro e Emilio sono stati volontari garibaldini nel 1860 e due figli morirono in tenera età.

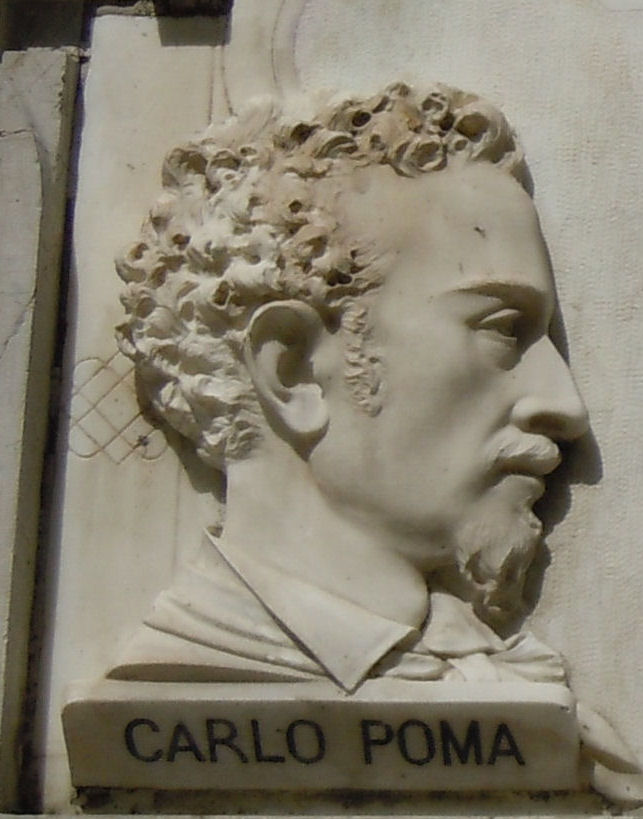
Carlo Poma

I Ferrari abitavano a Mantova, in contrada San Domenico - l'attuale via Mazzini, 18 - e in estate si trasferivano nella residenza di campagna a Roncoferraro, in una villa padronale con chiesetta privata, affittate insieme al Fondo di San Giovanni, da cui traevano il reddito familiare. In casa Ferrari tutti parlavano correttamente il francese e un po' di tedesco e sia i figli sia le figlie tiravano di scherma. Si organizzavano piacevoli gite in barca o a cavallo. Orsola suonava il pianoforte, ricamava, disegnava. Le serate in casa Ferrari erano allegre e chiassose e i due giovani amici, Ippolito Nievo e Attilio Magri, erano spesso ospiti. Ippolito, che aveva diciotto anni, era innamorato di Matilde e il suo amico e coetaneo Attilio faceva la corte ad Orsola. In un ritratto a tutta figura, dipinto da Orsola all'inizio degli anni cinquanta, Matilde è rappresentata mentre sfoglia un mazzolino di margherite e sembra chiedersi: M'ama o non m'ama?
Le lettere d'amore di Ippolito Nievo a Matilde Ferrari sono lunghe, appassionate, ardenti. Sono andate invece perdute, forse distrutte da Ippolito Nievo, le risposte di Matilde Ferrari.

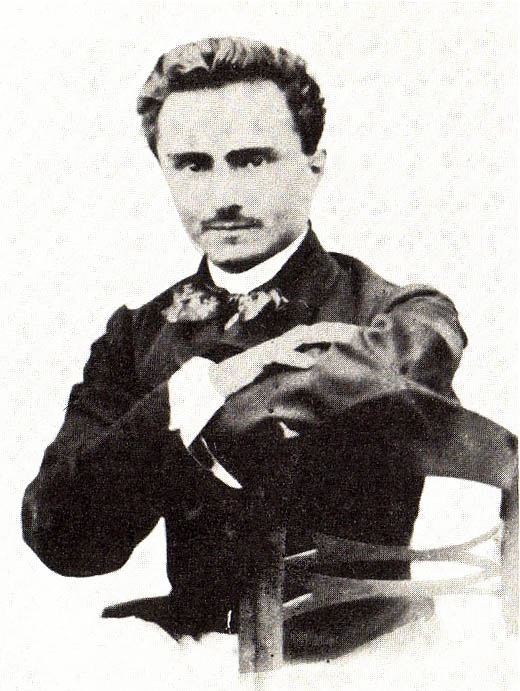
Ippolito Nievo

L'idillio si interruppe bruscamente quando l'innamorato, per evidente gelosia, troncò il fidanzamento. Chiese la restituzione delle lettere, ma non gli furono consegnate. Scrisse un romanzo beffardo, Antiafrodisiaco per l'amor platonico, pubblicato quasi cent'anni dopo, nel 1956.
In questo romanzo si mostrò ingeneroso verso Matilde e verso Orsola, incolpate di mirare solo a maritarsi convenientemente. Nelle lettere all'amico Attilio Magri rimproverava a Matilde di aver civettato, proprio davanti ai suoi occhi, con il giovane avvocato Luigi Castellazzo.
Attilio Magri continuò a frequentare casa Ferrari, ma Orsola sposò l'ingegner Poma. Ippolito Nievo non ruppe i rapporti con la famiglia Ferrari, tanto che Orsola, durante la Campagna Garibaldina in Sicilia, nel 1860, scrisse ad Ippolito Nievo, allora vice-intendente dell'Esercito garibaldino, per avere notizie di suo fratello Alessandro. In quei giorni Ippolito Nievo scriveva lunghe lettere alla sua amica Bice Melzi d'Eril, moglie di suo cugino Carlo Gobio.
La morte di Matilde Ferrari in giovane età, per gravi disturbi cardiaci, è ricordata da Attilio Magri nelle sue Memorie. Le ultime parole di Matilde - trascritte da Magri - furono: «Ippolito è morto. Senza di lui mi era impossibile la vita. […] Ippolito mi vide troppo piccola […] eppure ero degna di lui perché per lui […] muoio.» I manoscritti con le Memorie di Attilio Magri, intitolati Il dramma della mia esistenza. Racconto storico contemporaneo e I misteri di un'anima, ossi il magico effetto di due parole sono alla Biblioteca comunale Teresiana di Mantova. Furono ampiamente utilizzati dal critico Corrado Jorio.
Una biografia di Matilde Ferrari fu pubblicata dalla pronipote Maria Ferrari, maritata Rundel. Dopo la fine tragica di Ippolito Nievo - morto per il naufragio del vapore "Ercole" che, nella notte tra il 4 e il 5 marzo 1861, navigava da Palermo a Napoli - Matilde si recò due volte a Palermo, nel tentativo disperato di avere notizie. Conobbe lì Nicola Sauro, un ufficiale siracusano che le fece la corte. Le lettere di Nicola Sauro a Matilde Ferrari sono una ventina, in parte furono pubblicate da Maria Ferrari Rundel e sono oggi conservate dagli eredi Ferrari. Il matrimonio Ferrari-Sauro sfumò, sembra perché la famiglia di Matilde, impoverita da spese folli del padre, non era in grado di pagare una dote conveniente.

### Lettere d'amore
Si conoscono sessantanove lettere d'amore, scritte da Ippolito Nievo a Matilde Ferrari, da settembre 1849 al 20 ottobre 1850. Dopo la morte di Matilde furono conservate da Orsola che poi le affidò alla sorella minore Elena. Sono oggi quasi tutte in mano di eredi di Elena Ferrari, ma un abbozzo di lettera non fu mai spedito, rimase in mano di Nievo e oggi è alla Biblioteca civica Vincenzo Joppi di Udine.
«Amore! - Matilde! - Amore! - che strana parola, che ammasso di idee ch'essa racchiude! - le più sublimi abnegazioni, i vituperi più abbietti, la fede e il tradimento, l'estasi e il delirio, la vita e la morte sono il corteggio dell'amore!» E in un'altra lettera sembra che egli abbia il terrore di essere tradito e di soffrire: «L'amore tiene fra mano un vaso divino - è il vaso della illusione; e, come diceva, l'illusione è il Sole della vita. Sole che tinge i quadri più neri col suo prisma di cento colori, prisma ingannevole, prisma lusinghiero e fallace, che assomiglia alle antiche sirene che ammaliavano colla voce e uccidevano collo sguardo.» E in una precedente missiva: «Ora io scrivo; scrivo e la penna mi scivola sulla carta colla facilità di un battello nell'acqua! scrivo e le idee gorgogliano nella mia mente e si urtano si confondono all'uscita, come quel liquido che per l'angustia della bocca non può sgorgare dal vaso.» L'epistolario di Ippolito Nievo (508 lettere a familiari, amici, conoscenti, editori ecc., e altre CCLXXV scritte durante la sua permanenza nella Intendenza garibaldina) comprende lettere edite e inedite che sono state raccolte da Marcella Gorra.

### Antiafrodisiaco
Antiafrodisiaco per l'amor platonico è un romanzetto d'esordio di Ippolito Nievo, realistico e immediato, con dialoghi carichi di frecciatine sarcastiche, determinate dal rancore verso le donne, alla fine della relazione con l'amata Matilde Ferrari. La carica umoristica di Nievo ridicolizza il mito dell'amore romantico. Scritto nel 1851, rimase inedito fino al 1956.
Ha scritto Giovanni Maffei: «È un piccolo romanzo o antiromanzo umoristico che Nievo non pensò mai di pubblicare, dove nei personaggi di Incognito e della Morosina è trasportata e ribaltata la storia dell'amore fra Ippolito e Matilde una riscrittura parodica e dissacrante della letteratura di sublimi passioni. [...] L'idea su cui Nievo lavora e da cui trae i suoi effetti comici è il rovesciamento metodico del "platonismo" che aveva spirato nelle lettere in cinico e ilare o sghignazzante o perfino feroce realismo.»

### Il pipistrello
Scherzo umoristico in versi - pesante, anzi volgare - contro le donne di casa Ferrari, fu composto ai tempi di Antiafrodisiaco per l'amor platonico, sull'onda del risentimento nei confronti di Matilde Ferrari.
Voi m'avete battezzato

Oh davvero il nome è bello

E ve n' son più che obbligato!

Meglio è l'esser un uccello

Che una vacca a buon mercato!

[...]

La Matilde pria dell'altre

Vo' toccarvi col pennello:

Ella sembra fra due scaltre

Una insipida modello.

La mezzana è l'Orsolina

È un fioretto di virtù.

[...]

Io potrò nelle nottate

Mentre siete addormentate

Introdurmi fino a voi

Ed alzar le coltri - e poi?

Eh, quel colpo è troppo bello

Né per niente sono uccello.»
(Ippolito Nievo, Il pipistrello)

### Matilde, vista alla distanza
Dopo il furore del primo risentimento, la figura di Matilde Ferrari si stempera di ogni asperità, nella memoria di Ippolito Nievo. Nel dedicare A M. F., (cioè a Matilde Ferrari), la raccolta Versi, pubblicata nel 1855, «a emendare le asprezze e i sarcasmi scorsigli dalla penna (nell'Antiafrodisiaco e altrove) dopo la fine del suo amore, e ad esprimere l'avvenuta riconciliazione coll'immagine di Matilde, Nievo simboleggia le virtù finalmente riconosciute della donna in quelle di una farfalla affettuosa (Matilde, gli sembra ora, era una "vergin alma / Che ai caldi si accendeva versi d'amore / Come esil farfalletta intorno al lume").» La figura amata di Matilde riverbera, qua e là, anche nei versi di Poesia d'un'anima. Brani del giornale d'un poeta.
Forse è Matilde Ferrari l'immagine di donna, nell'ultima pagina de Le confessioni d'un italiano:

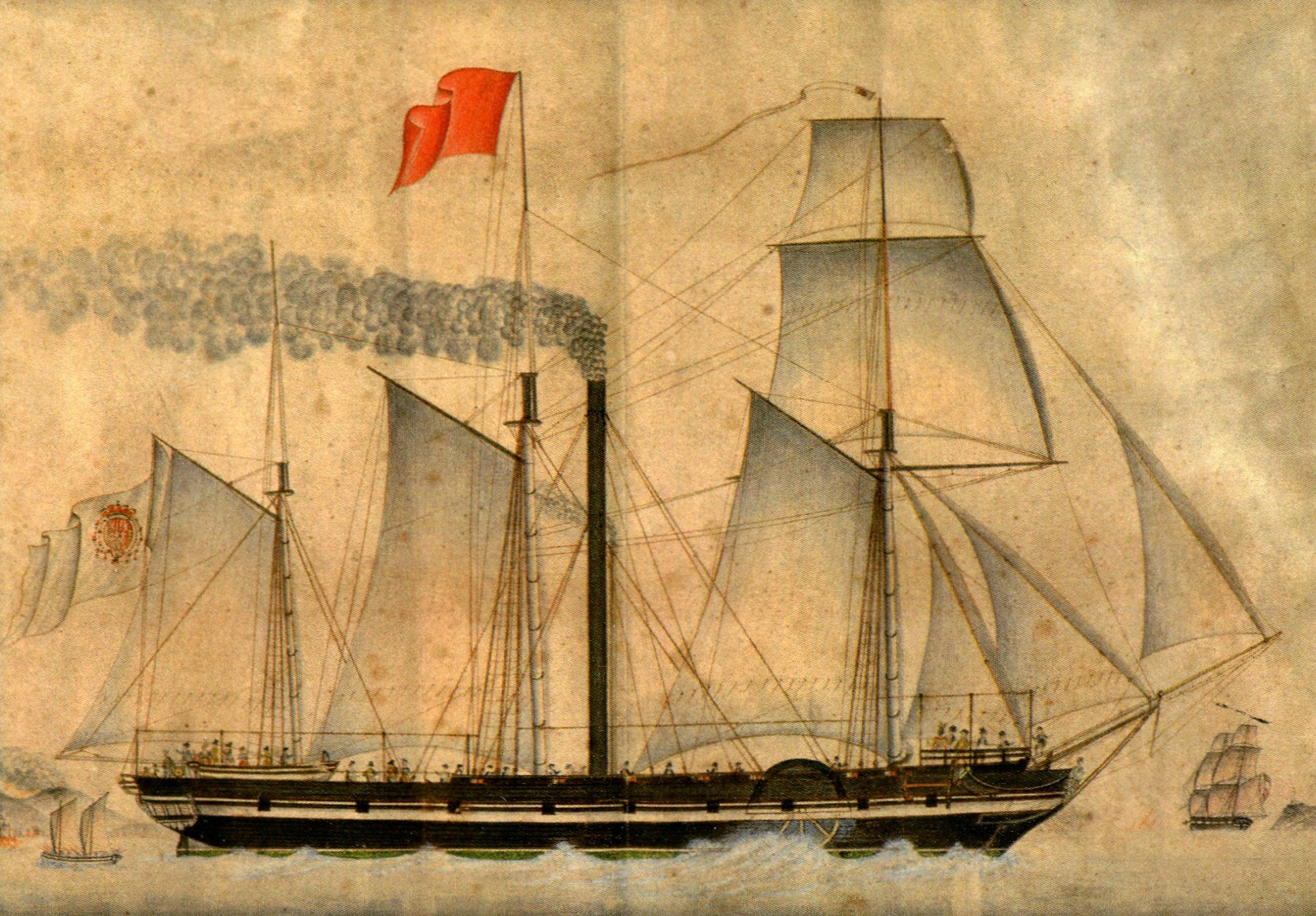
Ferdinando I, nave a ruote

(Ippolito Nievo, Le confessioni d'un italiano)

### Ultimi anni
Dario Ferrari - discendente di Luigi, fratello maggiore di Matilde - ha donato all'Archivio di Stato di Mantova cimeli e lettere di famiglia, tra cui dieci lettere, scritte da Matilde Ferrari a suo fratello Luigi che viveva in Messico: materiale inedito, di cui s'ignorava l'esistenza e che è stato presentato a Mantova, durante la "Settimana della Cultura" del 2012. Queste lettere restituiscono una immagine diversa da quella che i nievisti avevano attribuito a Matilde Ferrari: non una donna romantica, un po' fragile, tenera, immatura, pronta a tradire un innamorato brillante come Ippolito Nievo; ma una donna attiva e forte e che si trovò ad affrontare, dopo il dramma della morte improvvisa di Nievo, anche quello della terribile malattia di suo padre Ferdinando, colpito da una forma di demenza senile, di cui allora poco o nulla si sapeva e per cui non esistevano farmaci. Matilde e sua madre Maria Ballet, per salvare quel poco che restava del patrimonio familiare, devastato dalla follia delle spese paterne, ottennero dal tribunale di Venezia, competente per materia, di fare interdire Ferdinando Ferrari.
Nelle lettere a Luigi, solo in parte pubblicate, Matilde descrive anche la cupa atmosfera di Mantova, dopo la guerra del 1859: una città che si spopolava di molti dei suoi abitanti, passati nei territori del Regno d'Italia; impoverita da una economia in recessione e riempita di soldati austriaci e croati, come ultima fortezza su una linea di confine.